# Brachionus keikoa
Brachionus keikoa is een raderdiertjessoort uit de familie Brachionidae. De wetenschappelijke naam van deze soort is voor het eerst geldig gepubliceerd in 1979 door Koste.